# Haemodorum austroqueenslandicum
Haemodorum austroqueenslandicum är en enhjärtbladig växtart som beskrevs av Karel Domin. Haemodorum austroqueenslandicum ingår i släktet Haemodorum och familjen Haemodoraceae. Inga underarter finns listade.